# Culiseta weindorferi
Culiseta weindorferi är en tvåvingeart som först beskrevs av Edwards 1926.  Culiseta weindorferi ingår i släktet Culiseta och familjen stickmyggor. Inga underarter finns listade i Catalogue of Life.